# Октябрь 2017 года

Список событий октября 2017 года.

## События
- 1 октября
  - Несмотря на настойчивые призывы президента США Дональда Трампа игрокам НФЛ свернуть свою акцию протеста во время звучания гимна США, часть игроков проигнорировали просьбы Дональда Трампа и встали на колено во время гимна страны[1].
  - Началась эвакуация 11 тысяч жителей острова Аоба (Вануату) из-за извержения вулкана Манаро-Нгору[2].
- 2 октября
  - Нобелевская премия по физиологии и медицине за 2017 год присуждена Деффри Холлу, Майклу Росбашу Майклу Янгу за исследования молекулярных механизмов контроля циркадных ритмов[3].
  - Новым генерал-губернатором Канады стала астронавт Жюли Пейетт[4].
- 3 октября
  - Нобелевская премия по физике за 2017 год присуждена Райнеру Вайссу, Барри Бэришу и Кипу Торну[5] за вклад в создание детектора LIGO.
  - Профсоюзы в Каталонии объявили о проведении всеобщей забастовки после прошедшего в воскресенье в регионе референдума о независимости, сопровождавшегося массовыми столкновениями участников голосования с полицией.[6]
  - Прошла церемония вручения российской телевизионной премии ТЭФИ[7].
- 4 октября
  - Нобелевская премия по химии за 2017 год присуждена Жаку Дубошету, Иоахиму Франку и Ричарду Хендерсону[8] за развитие криоэлектронной микроскопии высокого разрешения для определения структуры биомолекул в растворе
  - Король Саудовской Аравии Салман Аль Сауд впервые в истории совершил визит в Россию[9].
  - Премьер-министром Монголии стал Ухнаагийн Хурэлсух. Он сменил Жаргалтулгына Эрдэнэбата, которому парламент вынес вотум недоверия[10].
  - Судан разорвал дипломатические отношения с Северной Кореей[11].
- 5 октября
  - Нобелевская премия по литературе за 2017 год присуждена Кадзуо Исигуро, британскому писателю японского происхождения, «который в романах великой эмоциональной силы открыл пропасть под нашим иллюзорным чувством связи с миром»[12].
  - Увольнения губернаторов в России: президент России освободил Вадима Потомского от должности губернатора Орловской области[13].
- 6 октября
  - Нобелевская премия мира за 2017 год присуждена Международной кампании за запрещение ядерного оружия (ICAN)[14].
  - Верховная рада Украины на год продлила действие закона об особом порядке местного самоуправления в отдельных районах Донецкой и Луганской областей[15].
- 9 октября
  - Нобелевская премия по экономике за 2017 год присуждена Ричарду Талеру из США[16].
  - В Барселоне прошёл многотысячный митинг сторонников единства Испании[17].
  - Увольнения губернаторов в России: президент России освободил Виктора Назарова от должности губернатора Омской области[18].
- 10 октября
  - Компания «Яндекс» официально представила своего голосового помощника «Алису»[19].
  - Увольнения губернаторов в России: Владимир Путин освободил от должности губернатора Ивановской области Павла Конькова[20].
  - Островное государство Вануату в рамках программы по получению гражданства в качестве оплаты начало принимать биткойны[21].
  - Карлес Пучдемон подписал декларацию о независимости Каталонии, однако сразу же приостановил её действие для переговоров с Мадридом[22].
- 11 октября
  - В Кении прошли массовые протесты политической оппозиции против нарушений на выборах, 37 человек погибло[23].
- 12 октября
  - В России прошла презентация новых купюр номиналами 200 и 2000 рублей[24].
  - В Либерии прошёл первый тур всеобщих выборов, на которых граждане страны избирали президента и депутатов Палаты представителей[англ.]. По итогам первого тура президентских выборов лидирует Джордж Веа — известный либерийский футболист, обладатель «Золотого мяча» 1995 года. Второе место занимает Джозеф Бокай, действующий вице-президент страны[англ.]. Второй тур президентских выборов пройдёт в ноябре 2017 года[25].
  - Увольнения губернаторов в России: освобождён от должности губернатора Псковской области Андрей Турчак[26].
  - Госдепартамент США направил официальное уведомление о выходе из ЮНЕСКО, причиной отказа от членства называется антиизраильская позиция организации[27].
- 14 октября
  - Грузовик, начиненный взрывчаткой, взорвался на одной из оживленных улиц Могадишо у входа в гостиницу «Сафари», 276 погибших[28].
- 16 октября
  - Активист Пётр Павленский, получивший политическое убежище во Франции, задержан за поджог двери центрального банка Франции. Свои действия он объяснил тем, что хотел вызвать «революционный пожар по всему миру»[29].
  - На Мальте в результате взрыва автомобиля погибла журналистка Дафне Каруана Галиция, которая занималась расследованием связей местных политиков с опубликованными ранее панамскими документами[30]
  - Гильдия продюсеров Америки единогласно исключила из числа своих участников известного кинопродюсера Харви Вайнштейна, оказавшегося в центре громкого скандала, связанного с сексуальными домогательствами[31].
- 17 октября
  - Президент Филиппин Родриго Дутерте заявил, что город Марави, в котором с мая продолжаются бои с боевиками «Исламского государства», полностью освобождён[32].
  - «Сирийские демократические силы» полностью освободили город Ракка от ИГ.
  - Россия ввела санкции против КНДР[33].
- 18 октября
  - В Великобритании прошла церемония вручения Букеровской премии, её обладателем стал Джордж Сондерс, представивший на суд жюри свой дебютный роман «Линкольн в бардо»[34].
- 19 октября
  - Обнаружен первый межзвёздный объект, пролетающий через Солнечную систему — 1I/Оумуамуа.
  - Власти Испании объявили о начале подготовки к лишению Каталонии автономного статуса, задействовав 155-ю статью конституции Испании[35].
- 20 октября
  - Президиум Высшей аттестационной комиссии сохранил за министром культуры Владимиром Мединским докторскую степень по истории за его диссертацию[36].
- 21 октября
  - Испанское правительство приняло решение приостановить автономный статус Каталонии[37]. Данное решение должен утвердить Сенат Испании, заседание которого планируется провести 27 октября 2017 года[37][38].
- 22 октября
  - Президент Чехии Милош Земан заявил, что намерен поручить создание нового правительства страны Андрею Бабишу, чья партия ANO 2011 выиграла парламентские выборы[39].
  - Правящая коалиция Либерально-демократической партии (ЛДП) и партии «Комэйто» обеспечила конституционное большинство на завершившихся в воскресенье выборах в нижнюю палату парламента Японии[40].
  - Поддерживаемые США формирования арабско-курдских «Сирийских демократических сил» (SDF) объявили о получении полного контроля над крупнейшим нефтяным месторождением Сирии Аль-Омар недалеко от границы с Ираком[41].
  - Больше половины избирателей (50,1 %) проголосовали на референдуме о признании автономией итальянской области Венето на севере страны[42].
- 23 октября
  - Мужчина ворвался в редакцию «Эха Москвы» и ранил ведущую Татьяну Фельгенгауэр ножом в горло[43].
- 24 октября
  - Конституционный суд Молдавии временно отстранил от исполнения президентских обязанностей Игоря Додона, из-за его отказа назначить министром обороны Евгения Стурзу, предложенного парламентом[44].
- 25 октября
  - Представители властей Иракского Курдистана предложили отложить независимость региона и активизировать усилия по урегулированию кризиса в отношениях с Багдадом посредством диалога[45].
  - Президент России Владимир Путин помиловал осуждённых заместителей руководителя «Меджлиса крымскотатарского народа» Ахтема Чийгоза и Ильми Умерова[46].
  - Завершился XIX съезд компартии Китая[47],Си Цзиньпин переизбран на второй срок на пост Генерального секретаря ЦК КПК, а «Мысли Си Цзиньпина» включены в устав КПК.[источник не указан 2818 дней]
- 26 октября
  - Вашингтон опубликовал в базе Национального управления архивов и документации 2 891 документ по делу об убийстве американского президента Джона Кеннеди[48].
- 27 октября
  - Парламент Каталонии проголосовал за резолюцию о провозглашении независимости от Испании[49].
  - Президент Казахстана Нурсултан Назарбаев подписал указ о поэтапном переводе казахского алфавита с кириллицы на латиницу[50][51].
- 28 октября
  - Войска Турции пересекли границу Ирака и заняли гору Кокозер, очистив её от солдат Рабочей партии Курдистана.[источник не указан 2818 дней]
- 30 октября
  - Экс-главе предвыборной кампании Дональда Трампа Полу Манафорту выдвинуты обвинения в отмывании денег и сговоре против США[52].
  - Президент России открыл в Москве мемориал памяти жертв политических репрессий «Стена скорби»[53].
  - Парламент Каталонии, распущенный указом премьер-министра Испании Мариано Рахоя, согласился с таким решением и прекратил свою работу до проведения досрочных выборов[54].
- 31 октября
  - Конституционный суд Испании аннулировал декларацию о независимости Каталонии[55].
  - Гражданин Узбекистана Сайфулло Саипов совершил теракт в Нью-Йорке. На месте погибли 6 человек, также 2 человека скончались от ран в больницах[56].
  - Сервис Netflix и телестудия Media Rights Capital заморозили производство шестого сезона сериала «Карточный домик» после скандала вокруг исполнителя главной роли Кевина Спейси[57].